# Verbena cloverae
Verbena cloverae är en verbenaväxtart som beskrevs av Harold Norman Moldenke. Verbena cloverae ingår i släktet verbenor, och familjen verbenaväxter. Inga underarter finns listade i Catalogue of Life.